# Raoul Bricard
Pour les articles homonymes, voir Bricard.
Raoul Bricard (né à Paris 9e, le 23 mars 1870 – 26 novembre 1943) est un ingénieur et un mathématicien français. Il est surtout connu pour ses contributions à la géométrie, spécialement la géométrie descriptive, le Troisième problème de Hilbert, et la cinématique, spécialement les liaisons mécaniques.

## Biographie
Fils d'un artiste peintre, Raoul Bricard est reçu à l'École normale supérieure et à Polytechnique (1888). Il choisit d'entrer dans cette dernière, d'où il sort ingénieur des Manufactures de l'État et officier d'artillerie. Bricard choisit le métier d'enseignant. Il enseigne la géométrie à l'École Centrale des Arts et Manufactures. En 1908, il devient professeur de géométrie appliquée au Conservatoire national des arts et métiers à Paris. Il a été l'un des rédacteurs des Nouvelles annales de mathématiques.

## Œuvre
En 1896, Bricard publie un article sur le troisième problème de Hilbert, bien avant que le problème ne fût posé par Hilbert. Il y démontrait que des polytopes symétriques par réflexion étaient équidécomposables et démontrait une version faible du critère de Dehn.
En 1897, Bricard publie un important article sur les polyèdres articulés. Dans ce papier, il classe tous les octaèdres articulés. Ce travail a été le sujet d'un exposé d'Henri Lebesgue en 1938. Plus tard, Bricard découvre un mécanisme remarquable à 6 barres articulées,.
Bricard a aussi donné une des premières démonstrations géométriques du théorème de Morley en 1922 sur les trissectrices des angles d'un triangle,.

## Honneurs
Raoul Bricard a été lauréat de l'Académie des sciences pour ses travaux en cinématique en 1904. En 1932, il a reçu le Prix Poncelet en mathématiques décerné par l'Académie des Sciences pour ses travaux en géométrie.
En 1910, Raoul Bricard a été président de la Société mathématique de France.
Raoul Bricard a reçu la Légion d'honneur en 1918. Il a été nommé officier en 1931, puis commandeur.

## Livres
Bricard a publié six livres, dont un abrégé des mathématiques en espéranto. Il est cité dans l'Encyclopédie de l'espéranto.
- Matematika terminaro kaj krestomatio (en espéranto), Hachette, Paris, 1905
- Géométrie descriptive, O. Doin et fils, 1911
- Cinématique et mécanismes, A. Colin, 1921
- Petit Traité de perspective, Vuibert, 1924
- Leçons de cinématique, tome I, Gauthier-Villars et cie., 1926
- Leçons de cinématique, tome II, Gauthier-Villars et cie., 1927
- Le Calcul vectoriel, A. Colin, 1929